# Elysius
Elysius este un gen de insecte lepidoptere din familia Arctiidae.

## Galerie

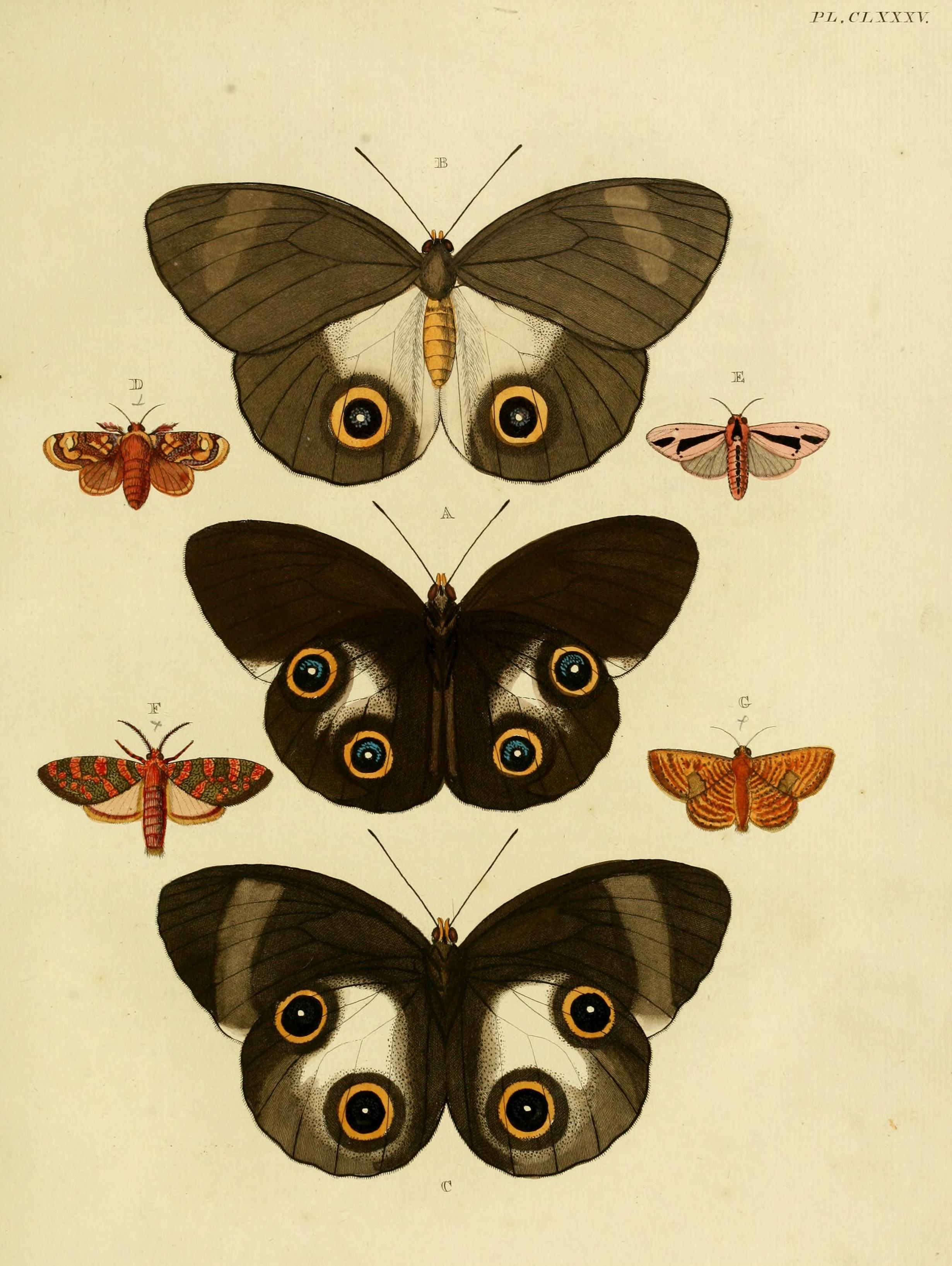

## Specii[1]
- Elysius agatha
- Elysius amapaensis
- Elysius amarua
- Elysius anomala
- Elysius aperta
- Elysius atrata
- Elysius atrobrunnea
- Elysius barnesi
- Elysius bicolor
- Elysius breviuscula
- Elysius carbonarius
- Elysius castanea
- Elysius cellularis
- Elysius chimaera
- Elysius cingulata
- Elysius compaingubris
- Elysius conjunctus
- Elysius conspersus
- Elysius deceptura
- Elysius deleta
- Elysius demaculata
- Elysius disciplaga
- Elysius felderi
- Elysius flavoabdominalis
- Elysius fuliginosus
- Elysius gladysia
- Elysius hades
- Elysius hampsoni
- Elysius hermia
- Elysius intensa
- Elysius intensus
- Elysius itaunensis
- Elysius jacca
- Elysius joiceyi
- Elysius jonesi
- Elysius lavinea
- Elysius lavinia
- Elysius melanoplaga
- Elysius meridionalis
- Elysius mossi
- Elysius ochrota
- Elysius ordinaria
- Elysius pachycera
- Elysius pauper
- Elysius phantasma
- Elysius pretiosa
- Elysius proba
- Elysius pyrosticta
- Elysius rabusculum
- Elysius rubicundus
- Elysius ruffin
- Elysius sebrus
- Elysius subterra
- Elysius suffusa
- Elysius superba
- Elysius systron
- Elysius terra
- Elysius terraoides
- Elysius thrailkilli
- Elysius walkeri